# Stella 'e matina
Stella 'e matina è un doppio album di Nino D'Angelo, pubblicato in seguito alla partecipazione al Festival di Sanremo 1999 con il brano Senza giacca e cravatta con gli arrangiamenti di Nuccio Tortora. L'album è diviso in due parti: un disco di inediti e uno in omaggio ai classici napoletani.
Il secondo disco, successivamente, venne poi ripubblicato nel 2000, col titolo Omaggio a Napoli.

## Tracce

### Disco 1
1. Senza giacca e cravatta  (con Brunella Selo) (N.D'Angelo/C.Tortora-N.D'Angelo)
2. Io e te nu juorno(N.D'Angelo/C.Tortora-N.D'Angelo)
3. A muntagna è caduta (N.D'Angelo/C.Tortora-N.D'Angelo)
4. Voglio penza' a te  (N.D'Angelo/C.Tortora-N.D'Angelo)
5. Tuttocosa  (N.D'Angelo)
6. Che m'he fatto  N.D'Angelo/C.Tortora-N.D'Angelo)
7. Napule 'e stanotte  (N.D'Angelo)
8. Sto aspettanno  (N.D'Angelo-A.Venosa)
9. 'E carezze 'e mare (N.D'Angelo/C.Tortora-N.D'Angelo)
10. Notte 'e maggio (N.D'Angelo)

### Disco 2
1. Piscatore 'e Pusilleco 4:12 (Tagliaferri/Murolo)
2. Io m'arricordo 'e te 3:12 (G.B.De Curtis/E.De Curtis)
3. Serenata napulitana 3:55 (S.Di Giacomo/P.M.Costa)
4. Io te vurria vasà 4:36 (V.Russo/E.Di Capua-A.Mazzucchi)
5. Funtana all'ombra 3:52 (E.A.Mario)
6. Angela 3:27 (Anonimo)
7. Lu cardillo 3:47 (E.Del Prete/P.Labriola)
8. Catarì 2:26 (M.Costa/S.Di Giacomo)

## Formazione
- Nino D'Angelo - voce
- Pippo Matino - basso
- Nuccio Tortora - tastiera, programmazione
- Agostino Mennella - batteria, percussioni
- Peppe Cozzolino - tastiera, programmazione
- Francesco Ponzo - chitarra classica
- Claudio Catalli - fisarmonica
- Alberto Laurenti - chitarra classica, tastiera, programmazione
- Giorgio Rizzo - batteria, percussioni
- Luca Rustici - chitarra acustica, chitarra elettrica, chitarra Brunella Selo
- Michele Signore - violino elettrico
- Olen Cesari - violino
- Mimmo Maglionico - ciaramella
- Daniele Sepe - flauto
- Gino Evangelista - oud, chitarra portoghese, mandolino, ottavino
- Brunella Selo - cori, voce in Senza giacca e cravatta
- Sofia Baccini - cori